# 塚田川
塚田川（つかだがわ）は、石川県輪島市久手川町を流れる二級水系の河川。

## 2024年の能登半島豪雨による被害
2024年9月21日、同年の元日に起きた能登半島地震により壊滅的な被害を受けた石川県能登半島（奥能登地方）は記録的な集中豪雨に見舞われ、気象庁は能登地方に大雨特別警報を発表するなどした（令和6年9月能登半島豪雨）。豪雨の原因は、日本海の低気圧や前線に向かって南から暖かく湿った空気が流れ込んだことで、大気の状態が非常に不安定となって線状降水帯が発生するなどしたことである。
9月20日から22日までの総降水量は石川県で500ミリを超え、平年の9月の月降水量の2倍を上回る地点もあった。特に、特別警報が発表された21日には、輪島市や珠洲市の気象観測所において1時間降水量や3時間降水量などが観測史上1位の値を更新した。このため、浸水害、洪水害、土砂災害が発生し、元日の地震による復旧・復興が続く被災地では、河川の氾濫や土石流等により、住家被害や停電、断水等ライフラインに被害が発生し、道路の通行止め、鉄道の運休等の交通障害も発生した。犠牲者の数は16人で、後に激甚災害に指定された。
この豪雨により、輪島市久手川町でも塚田川が氾濫するなどして甚大な被害が発生した。塚田川周辺では、住宅4棟が流されたほか、14歳の女子中学生（中学3年生）を含む4人が行方不明（安否不明）となった。行方不明となった中学生については、豪雨から9日後の9月30日に福井県坂井市三国町の沖合でその遺体が発見された。司法解剖の結果、死因は土砂を飲み込んだことによる窒息死であったことが判明した。この中学生を含む4人の行方不明者は、のちに全員死亡が確認されている。
塚田川の上流では、元日の地震で斜面の崩壊（土砂崩れや土石流など）が複数箇所で発生しており、その土砂がこの豪雨で一気に下流に流出して被害が拡大した可能性がある。また、東京理科大学マルチハザード都市防災研究拠点の柏田仁助教によると、当時の塚田川では、流速は秒速5メートル余り（時速約20キロ）、水深は2〜3メートルと、新耐震基準を満たす住宅でも倒壊する可能性があるほど強い力が加わっていた可能性があるという。